# Kanton Neuvéglise-sur-Truyère
Neuvéglise-sur-Truyère (vóór 2019 Neuvéglise genaamd) is een kanton van het Franse departement Cantal. Het kanton maakt deel uit van het arrondissement Saint-Flour. Het telt 8.686 inwoners.
Het kanton Neuvéglise-sur-Truyère werd gevormd ingevolge het decreet van 13 februari 2014 met uitwerking op 22 maart 2015. 

## Gemeenten
Het kanton telde bij zijn oprichting 31 gemeenten.
Door: 
- de samenvoeging op 1 januari 2016 van de gemeenten Faverolles, Loubaresse, Saint-Just en Saint-Marc  tot de fusiegemeente (commune nouvelle) Val d'Arcomie;
- de samenvoeging op 1 januari 2017 van de gemeenten Lavastrie, Neuvéglise, Oradour en Sériers tot de fusiegemeente (commune nouvelle) Neuvéglise-sur-Truyère en
- de aanpassing van de grens van het kanton bij decreet van 7 november 2019 om de fusiegemeente Neuvéglise-sur-Truyère volledig binnen het kanton te laten liggen,

omvat het kanton sindsdien volgende gemeenten: 
- Alleuze
- Anglards-de-Saint-Flour
- Anterrieux
- Celoux
- Chaliers
- Chaudes-Aigues
- Chazelles
- Clavières
- Deux-Verges
- Espinasse
- Fridefont
- Jabrun
- Lieutadès
- Lorcières
- Maurines
- Neuvéglise-sur-Truyère
- Rageade
- Ruynes-en-Margeride
- Saint-Georges
- Saint-Martial
- Saint-Rémy-de-Chaudes-Aigues
- Saint-Urcize
- Soulages
- La Trinitat
- Val-d'Arcomie
- Vabres
- Védrines-Saint-Loup